# 黑尔施巴赫
黑尔施巴赫是德国莱茵兰-普法尔茨州的一个市镇。总面积15.73平方公里，总人口2828人，其中男性1423人，女性1405人（2011年12月31日），人口密度180人/平方公里。